# 訊息傳遞 (軟體)
在電腦科學中，訊息傳遞（英語：Message passing）是一種通訊的形式，在并发计算、平行計算、物件導向程式設計與行程間通訊中使用。在這種模式中，行程或物件以傳送及接收訊息的方式來達成同步。
不同于传统程序设计通过名字直接调用（invoking）一个进程、子例程或者函数，訊息傳遞直接发送消息给一个进程，依赖进程或基础框架来调用实际执行的代码。 可分为同步方式与异步方式。

## 概論
訊息傳遞是一種通訊範型，在這種模型中，由一個傳信者，將訊息（messages）送給一個，或多個收信者。訊息的形式，根據作業系統與程式語言的支援，而有所不同，常見的有方法（method），訊號（signals）與資料封包（data packets）。

## 訊息傳遞系統
著名的訊息傳遞系統有開放網路運算遠端程序呼叫（ONC RPC）、CORBA、Java RMI、Distributed COM、SOAP。

## 數學模型
主要的數學模型為演员模型、π-calculus